# Rothenbruch
Rothenbruch ist eine Hofschaft in Halver im Märkischen Kreis im Regierungsbezirk Arnsberg in Nordrhein-Westfalen (Deutschland).

## Lage und Beschreibung
Rothenbruch liegt auf 410 Meter über Normalnull nördlich des Halveraner Hauptortes in der Quellmulde der Glör, ein Nebenfluss der Volme, der in der Glörtalsperre gestaut wird. Nachbarorte sind Schöneberge,  Magdheide, Heerenfelde, Streitstück, Sundern, Krause Buche, Neuenvahlefeld und Edelkirchen.
Der Ort ist über eine Stichstraße erreichbar, die von der Landesstraße L528 abzweigt.

## Geschichte
Rothenbruch wurde erstmals 1705 urkundlich erwähnt, die Entstehungszeit der Siedlung wird aber für den Zeitraum zwischen 1200 und 1400 am Ende der mittelalterlichen Rodungsperiode vermutet. Rothenbruch war ein Kotten von Edelkirchen.
1818 lebten zehn Einwohner in Rothenbruch. Laut der Ortschafts- und Entfernungs-Tabelle des Regierungs-Bezirks Arnsberg wurde der Ort als Hof kategorisiert und besaß 1838 eine Einwohnerzahl von 13, allesamt evangelischen Glaubens. Der Ort gehörte zu dieser Zeit der Kamscheider Bauerschaft innerhalb der Bürgermeisterei Halver an und besaß zwei Wohnhäuser und zwei Fabriken bzw. Mühlen.
Das Gemeindelexikon für die Provinz Westfalen von 1887 gibt für Rothenbruch eine Zahl von 18 Einwohnern an, die in zwei Wohnhäusern lebten.
Seit dem Frühmittelalter (nach anderen Angaben seit frühgeschichtlicher Zeit) befand sich bei Rothenbruch eine bedeutende Altstraße, der Handels-, Pilger- und Heerweg zwischen Hagen und Siegen, die heutige Landesstraße 528.